# سد بز
سد بُز نام سدی است تاریخی در جنوب شرقی کوخرد و در مشرق تنب جلالی، از توابع بخش کوخرد شهرستان بستک در غرب استان هرمزگان، ویکی از آثارهای تاریخی و از نقاط دیدنی استان هرمزگان در جنوب ایران به شمار می‌آید.
این سد در شمال کوه خآب و در جنوب رودخانه مهران واقع می‌باشد. آب این سد به سوی نخلستان‌های باغ زرد و مزاجان و بک احمد و بشکرو و جابر لوز می‌رسیده است. در زمان آبادانی سد این مناطق را آبیاری می‌نموده‌است. از این سد آثاری در دهانه دره بست گز باقی مانده‌است.
در زمانی بسیار دور منطقه أی آباد وپر رونق بوده‌است، و نخلستان‌های گسترده أی داشته بوده‌است، که از آب این سد آبیاری می‌شده‌است؛ ولی بعلت شکسته شدن سَد بُز در سال ۱۳۰۱ هجری قمری تقریباً تمام نخلها می‌میرند و قسمت کمی از نخلهای باغ زرد باقی می‌ماند.

## تاریخ سد بز
«سد بز» در سال ۱۱۰۰ هجری قمری توسط یکی از خیرین منطقه ساخته شده‌است، و در حدود ۲۰۱ سال از آن بهره‌برداری شده‌است و نخلستانها و مناطق گسترده‌ای از زمین‌های پشت رودخانه را آبیاری می‌کرده‌است، تا اینکه در سال ۱۳۰۱ هجری قمری و در اثر هجرت مالکان سد به سوی امارت شارقه (شارجه) وبعلت تعمیر نشدن سد و در اثر بارش باران زیاد و سیل شدید، سرأنجام سد شکست و بکلی منهدم شد.

## آبخیز سد بز
آبخیز این سد از مناطق گستردهٔ تشکیل می‌یافته‌است، ابتداء ازبون کوه زیر، و سرگرد نرگهای جنوب، نرگ بست گز، نرگ او شیرینو، نرگ مرخاو، نرگ دیوونی، نرگ أودون علی، نرگ گُل مُودُونُو، نرگ گری پان، وگری‌های کوه جنوب تماماً ابتداء از گری امبرو، گری مَد یوسفی، پشتخه گروهی و تمام دره‌های بلند وکوتاه اطراف تماماً به دره بست گز می‌ریزد و در سد بز سرازیر می‌شود، ودریاچه‌ای زیبا و با طراوت به وجود می‌آورد، ولُدخهِ‌هایی که از کوه‌هایی که در اطراف این سد بزرگ وجود دارد، به‌وسیله کوهستانها و نواحی به ارتفاع ۸۴۰۰ پا احاطه شده ومنطقه وسیعی را دربرگرفته‌است، آب این مناطق و کوهستانها تماماً به سد بز ریخته می‌شده‌است، و سپس به سوی نخلستانها می‌رفته است، اما بعد از شکسته شدن سد، این آبها به رودخانه مهران ریخته می‌شده‌است. در سال گذشته سد جدیدی در وسط این دره که آثار سد بز قرار دارد ساخته شده‌است. این سد در دهانه دره عمیق بَستِ گِز ساخته شده‌است. این سد جدید است، بعد از شکسته شدن سد بز در سال ۱۳۰۱ هجری قمری بسیاری از آبهای درواه بَستِ گِز به رودخانه می‌رفته‌است، و قبل از ایجاد (سد جدید) تمام سیلابی که در این دره بزرگ و پهناور در جریان بوده به هدر می‌رفته‌است.
با احداث این سد سنگی ملاتی توسط جهاد کشاورزی، از این به بعد این آب‌ها مهار می‌شود و باعث تقویت شدن سفرهٔ آب زیر زمینی شده همچنین به مصرف حیواناتی می‌رسد که در کوه زیر زندگی می‌کنند.
بسیاری از این آب‌ها که تاکنون به رودخانهٔ شور مهران سرازیر می‌شد، هم‌اکنون مهار شده و سفره‌های آب زیرزمینی را غنی‌تر می‌سازد. از جملهٔ این آب‌ها، آب‌هایی بود که از کوه زیر وارد درهٔ بست گز می‌شد و سپس به رودخانه می‌پیوست و بی استفاده به هدر می‌رفت.

## فهرست منابع و مآخذ
- محمدیان، کوخردی، محمد، “ «به یاد کوخرد» “، ج۲. چاپ اول، دبی: سال انتشار ۲۰۰۳ میلادی.
- محمدیان، کوخردی، محمد. (وصف کوخرد)  ج۱. چاپ دوم، دبی: سال انتشار ۱۹۹۸ میلادی.
- درگاه فهرست آثار ملی ایران
- تصاویر: از محمد محمدیان.
- محمد، صدیق «تارخ فارس» صفحه‌های (۵۰ ـ ۵۱ ـ ۵۲ ـ ۵۳)، چاپ سال ۱۹۹۳ میلادی.
- الکوخردی، محمد، بن یوسف، (کُوخِرد حَاضِرَة اِسلامِیةَ عَلی ضِفافِ نَهر مِهران Kookherd, an Islamic District on the bank of Mehran River) الطبعة الثالثة، دبی: سنة ۱۹۹۷ للمیلاد.
- محمدیان، کوخردی، محمد،  (شهرستان بستک و بخش کوخرد) ، ج۱. چاپ اول، دبی: سال انتشار ۲۰۰۵ میلادی